# Karel van de Woestijne

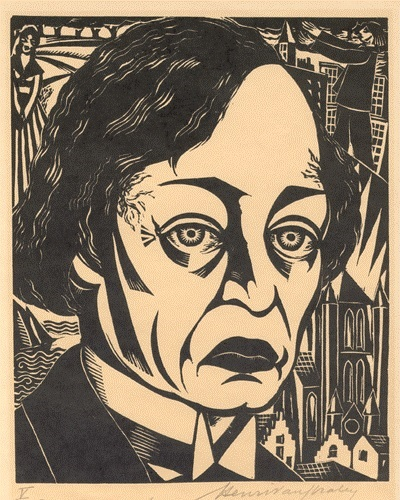
Karel van de Woestijne

Carolus Petrus Eduardus Maria (Karel) van de Woestijne (* 10. März 1878 in Gent; † 24. August 1929 in Zwijnaarde) war ein flämischer Dichter und Schriftsteller, der in niederländischer Sprache schrieb. Sein Biograph Peter Theunynck (* 1960) beschreibt ihn als sehr einsam und zurückgezogen lebend, aber äußerst aktiv.

## Werdegang
Die Hochschulreife erlangte Karel van de Woestijne am Genter Koninklijk Atheneum aan de Ottogracht (heute: Campus Atheneum Voskenslaan). Darauf studierte er an der Universität Gent Germanistik. Während des Studiums machte er mit dem französischen Symbolismus Bekanntschaft. 1896 bis 1907 gab er zwei Zeitschriften heraus – bis 1901 die Heute und Morgen und 1903 bis 1907 die Flandern.
Bis November 1906 lebte er in Sint-Martens-Latem. Zunächst Beamter im Kultusministerium, kam er im Neuen Rotterdamer Anzeiger unter. Die Kolumne Kunst in Brüssel betreute er dreiundzwanzig Jahre lang.
Karel van de Woestijne wohnte in Laeken sowie 1920 bis 1925 in Ostende. In dem Seebad traf er sich mit James Ensor und Constant Permeke. Von 1920 bis 1929 lehrte er an seiner Alma Mater, der Genter Universität, Niederländische Literaturgeschichte. Ab 1925 wohnte er in Zwijnaarde.

## Familie
Karels Vater, ein Kupferschmied, starb nach einem Schlaganfall, als der Junge zwölf Jahre alt war. Nachdem der 25-jährige Karel van de Woestijne auch noch die Mutter verloren hatte, musste er sich um seine drei Brüder Edward, Maurice und Gustaaf kümmern. Am 13. Februar 1904 heiratete er Mariette van Hende. Aus der Ehe gingen der Sohn Paul (* 1904) und die Tochter Lily (* 1919) hervor. Mariette überlebte ihren Ehemann um vierzig Jahre.

## Werk (Auswahl)
Prosa
- Janus met het dubbele voorhoofd[1] (1908)
- Afwijkingen[2] (1910)
- Goddelijke verbeeldingen[3] (1918)
- De bestendige aanwezigheid[4] (1918)

Symbolistisch-impressionistische Lyrik
- Het vader-huis[5] (1903)
- De boomgaard der vogelen en der vruchten[6] (1905)
- De gulden schaduw (1910)
- De boer die sterft[7]

Spiritualistisches Triptychon
- De modderen man[8] (1920)
- God aan zee (1926)
- Het bergmeer (1928)

Kunstkritik, Essays
- De Vlaamsche primitieven. Hoe ze waren te Brugge[9] (1903)
- Kunst en geest in Vlaanderen[10] (1911)
- De Nieuwe Esopet (1933) met tekeningen door Jozef Cantré[11]
- Over schrijvers en boeken (1933–1936, postum)

Epische Poesie
- Interludiën I en II (1912–1914)
- Zon in de rug[12] (1924)

Briefroman (mit Herman Teirlinck)
- De Leemen Torens. Vooroorlogse kroniek van twee steden[13] (1928)

## Ausgaben in deutscher Sprache
- 1941 Tödlicher Herbst (Gedichte, Übersetzer: Heinz Graef)
- 1942 Pieter Bruegel (Prosa, Übersetzer: Karl Jacobs)
- 1946 Die Geburt des Kindes (Prosa, Übersetzer: Karl Jacobs)
- 1946 Romeo oder der Liebhaber der Liebe (Übersetzer: Heinz Graef)
- 1948 Janus mit dem Zwiegesicht (Prosa, Übersetzer: Heinz Graef)
- 1952 Einsame Brände (Übersetzer: Heinz Graef)
- Der Gang in den Morgen (Übersetzer: Heinz Graef)
- Das Haus meines Vaters
- Flämische Weihnacht. Erzählungen flämischer Dichter (zusammen mit Marie Gevers, Carl Hanns Erkelenz und Ernest Claes)

## Ehrungen
- 1923 Belgischer Kronenorden (Offizier)